# ثريا طرزي
ثريا طرزي و أيضا ثريا طرزي، (ولدت في 24 تشرين الثاني عام 1899 و توفيت في 20 نيسان 1968)
و كانت عقيلة ملك أفغانستان في بدايات القرن العشرين، وأيضا زوجة الملك أمان الله خان، ولدت في سوريا و تربّت على يدي أباها محمود طرزي الذي كان قائدا أفغانياً ينتمي إلى قبيلة محمدزاي بشتون المعروفة بالقوة في عصر بركزاي.وأمها أسماء خانم السورية الأصل.

## وصلات خارجية
- A History of Women in Afghanistan: Lessons Learnt for the Future or Yesterdays and Tomorrow: Women in Afghanistan By Dr. Huma Ahmed-Ghosh نسخة محفوظة 27 فبراير 2012 على موقع واي باك مشين.

- Old pictures of the Queen Soraya of Afghanistan